# Johanna III. (Navarra)

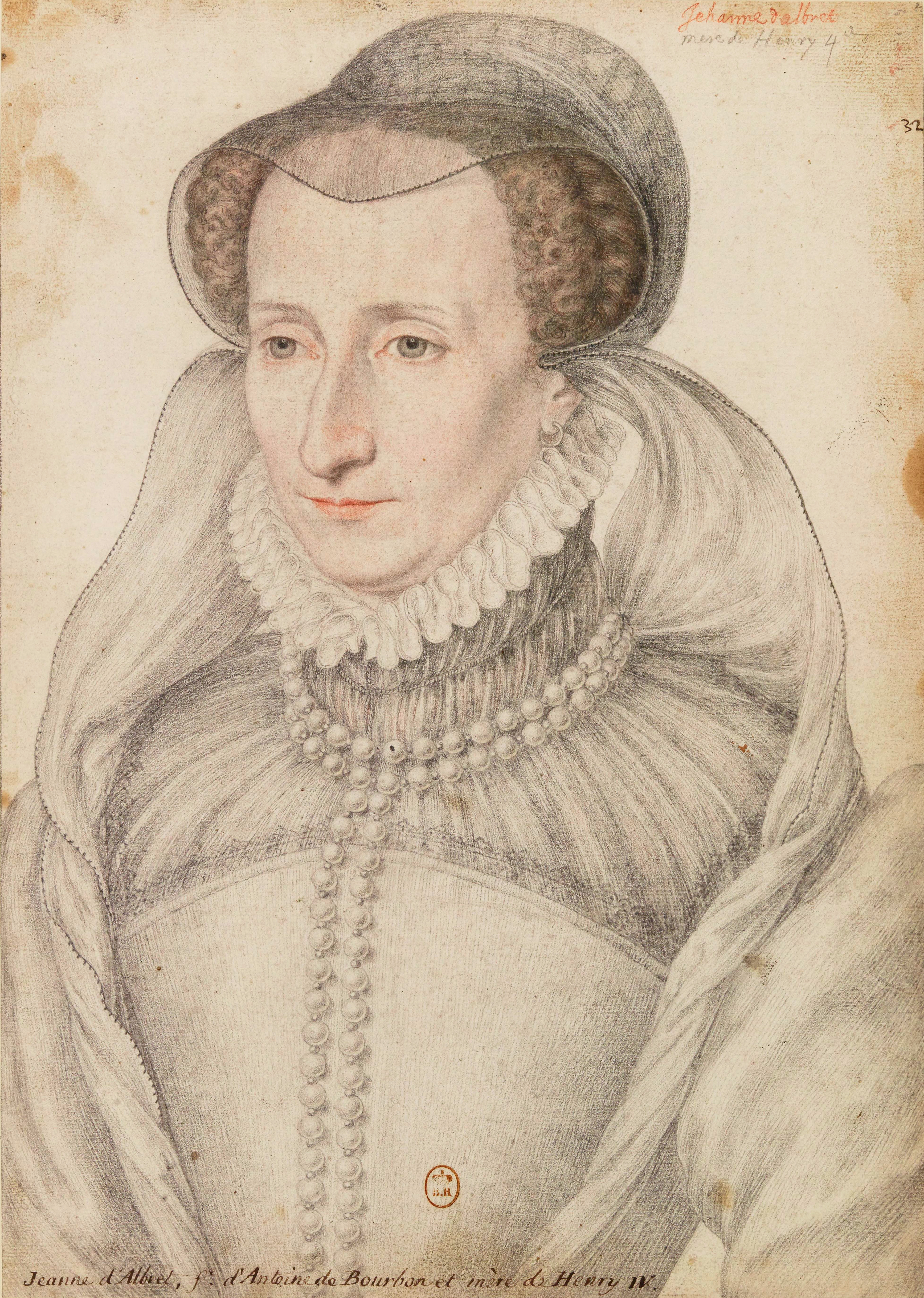
Jeanne d’Albret

Jeanne III. von Navarra, besser bekannt als Jeanne d’Albret (* 7. Januar 1528 in Pau, Aquitanien, Frankreich; † 9. Juni 1572 in Paris), war von 1555 bis 1572 Gräfin von Rodez und Königin von Navarra. Sie war um die Mitte des 16. Jahrhunderts eine der umtriebigsten und einflussreichsten Frauen Frankreichs.

## Leben
Johanna war die Tochter Heinrichs II. (1503–1555), genannt Henri d’Albret, König von Navarra (1517–1555) und von Margarete von Navarra, der Schwester des französischen Königs Franz I.
Sie heiratete im Jahr 1541 Wilhelm V., Herzog von Jülich-Kleve-Berg; die Ehe wurde jedoch nicht vollzogen und fünf Jahre später annulliert. Auf Betreiben ihrer Mutter und ihres Onkels heiratete sie dann im Jahr 1548 Anton von Bourbon (1518–1562), Sohn von Charles de Bourbon (1489–1537), Herzog von Vendôme, und seiner Frau Françoise d’Alençon.
Unter dem Einfluss von Théodore de Bèze, einem Mitstreiter Calvins, bekehrte sie sich im August 1560 in Nérac zum Calvinismus. Drei Jahre später führte sie den Katechismus Calvins im Béarn (Pau und Umgebung) ein und unterstützte auf vielfältige Weise den neuen Glauben.
Als Königin von Navarra betrieb sie die Ausrottung der katholischen Lehre, wodurch sie Spannungen mit dem französischen Hof erzeugte. Renée de France, Herzogin von Ferrara und selbst dem Protestantismus verbunden, kritisierte ihren Fanatismus und bewertete Johannas Aktivitäten als staatsgefährdend. Ihr Sohn Heinrich sollte als erster Prinz von Geblüt an den Hof in Paris geholt werden, doch sie widersetzte sich und so erlebte ihr Sohn seine frühe Kindheit in Navarra. Allerdings konnte sie sich dem Ruf bald nicht mehr widersetzen und er verbrachte die nächste Zeit auf Wunsch der Königinmutter Katharina von Medici in Frankreich. In der Folgezeit unterstützte sie die Hugenotten zumindest moralisch und starb wenige Tage vor der Bluthochzeit ihres Sohnes in Paris.

## Titel durch Geburt

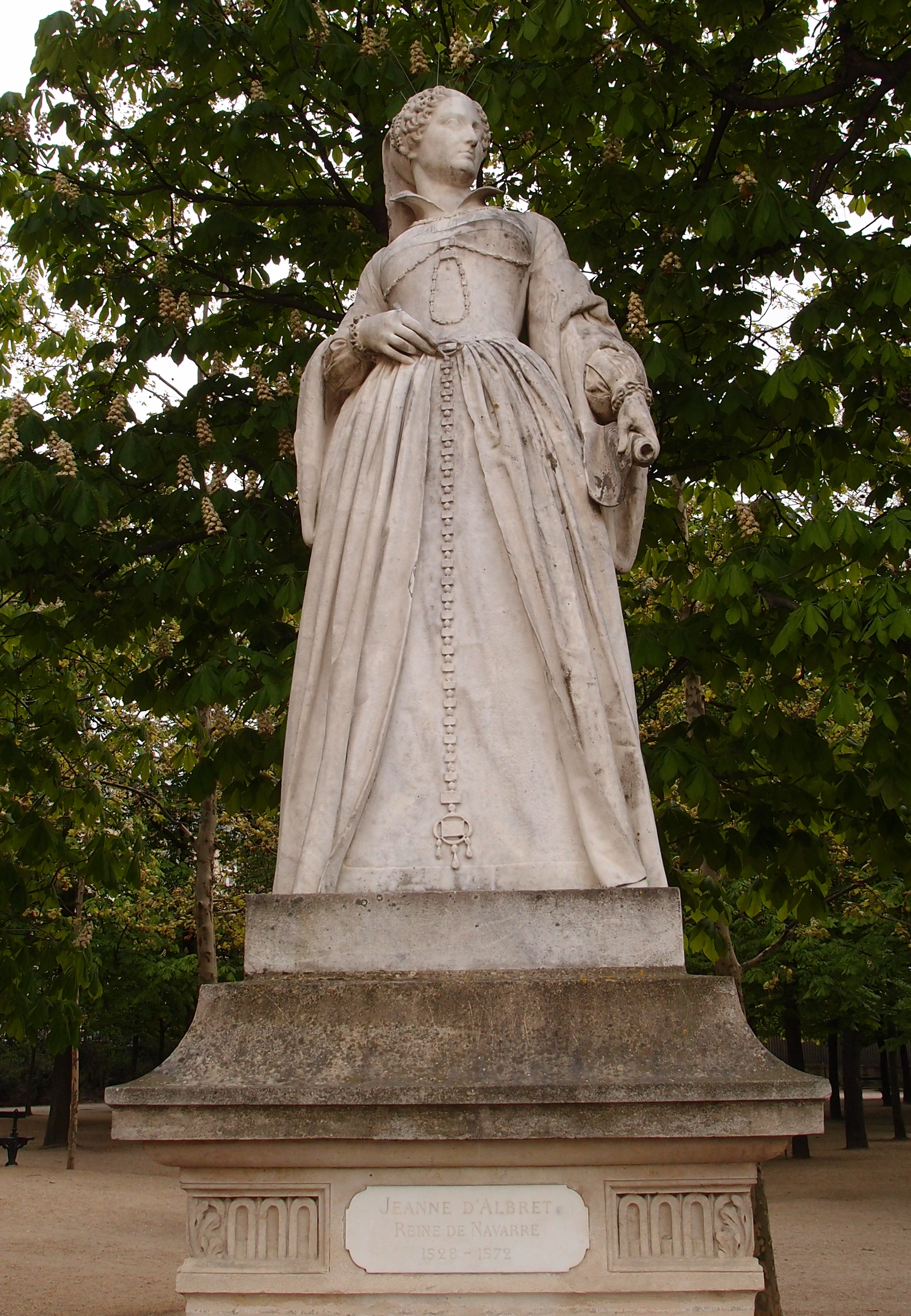
Denkmal für Jeanne d’Albret in Paris, Jardin du Luxembourg

- Königin von Navarra (1555–1572)
- Herzogin von Albret (1555–1572)
- Gräfin von Limoges (1555–1572)
- Gräfin von Foix (1555–1572)
- Gräfin von Armagnac (1555–1572)
- Gräfin von Bigorre (1555–1572)
- Gräfin von Périgord (1555–1572)
- Gräfin von Rodez (1555–1572)

## Titel durch Eheschließung
- Herzogin von Bourbon (1548–1562)
- Herzogin von Vendôme (1550–1562)
- Herzogin von Beaumont (1550–1562)
- Gräfin von Marle (1548–1562)
- Gräfin von La Fère (1548–1562)
- Gräfin von Soissons (1550–1562)

## Kinder
- Heinrich (* 21. September 1551; † 20. August 1553), Herzog von Beaumont
- Heinrich (* 13. Dezember 1553; † 14. Mai 1610), zunächst als Heinrich III. König von Navarra (1572–1610), später als Heinrich IV., König von Frankreich (1589–1610)
- Louis-Charles (* 19. Februar 1555; † 13. Februar 1557)
- Madeleine (* 12. April 1557; † 25. April 1557)
- Catherine (* 7. Februar 1559; † 13. Februar 1604); ⚭ Herzog Heinrich II. von Lothringen